# 茨城県立総和工業高等学校
茨城県立総和工業高等学校（いばらきけんりつそうわこうぎょうこうとうがっこう）は、茨城県古河市に所在する公立の工業高等学校。通称「そうわこう」と呼ばれている。

## 概要
1970年開校。境町との境界付近に位置する。

### 所在地
- 茨城県古河市葛生1004-1

## 設置学科
- 機械科
- 電子機械科
- 電気科

## 沿革
- 1970年 - 開校[1]
- 1985年 - 電子機械科増設[1]
- 2011年 - 工業化学科廃止[1]

## 出身者
- 羽鳥成一郎 - 元エスエス製薬社長、元エイボン・プロダクツ社長
- 大竹凌大 - 茨城アストロプラネッツ投手